# رحیم‌آباد (فلاورجان)
رحیم‌آباد (فلاورجان)، روستایی از توابع بخش پیربکران شهرستان فلاورجان در استان اصفهان ایران است.

## جمعیت
این روستا در دهستان گرکن شمالی قرار دارد و براساس سرشماری مرکز آمار ایران در سال ۱۳۸۵، جمعیت آن ۱۲۲ نفر (۳۶خانوار) بوده‌است.